# دينيس جينتينار
دينيس جينتينار  (بالهولندية: Dennis Gentenaar)‏ (مواليد 30 سبتمبر 1975 في نايميخن، هولندا) هو لاعب كرة قدم هولندي في مركز حارس المرمى.

## المسيرة
بدأ جينتينار مسيرته الاحترافية في نادي إن إي سي نيميخن الهولندي، حيث لعب في مركز حارس المرمى كبديل موسم 1995/96 ولم يشارك سوى في 7 مباريات، حتى 2000/20 ثم أصبح من التشكيلة الأساسية، حتى موسم 2005/2006 ثم أنتقل إلى الدوري الألماني لنادي بوروسيا دورتموند. ولعب جينتينار في 24 جولة بعد نزول مستوى رومان فايدنفيلر، وكان أدائه بمستوى جيد وكانت شباك دورتموند نظيفة في العديد من المباريات بفضل حراسته. بمجموع تسعة أهداف. ومع ذلك، بقي موسم واحد فقط في دورتموند ثم عاد إلى هولندا وانضم إلى نادي أياكس أمستردام. وهناك كان وراء الحارس مارتن ستيكلنبيرغ، وفي نهاية أول موسم له أحتفل مع اياكس بالفوز بكأس هولندا. ثم انتهى الموسمان التاليان بشكل مخيب للآمال: لم يتمكن بالفوز بأي لقب وطني. تابع المنافسة على المركز ولكن مارتن ستيكلنبيرغ استمر في الحفاظ على مركزه. وفي موسم 2009/2010 ، انتقل جنتنار إلى إن إي سي نيميخن، حيث تنافس مع كيفن بيجويس البلجيكي.

## وصلات خارجية
- دينيس جينتينار على موقع قاعدة بيانات كرة القدم.إي يو (الإنجليزية)
- دينيس جينتينار على موقع عالم كرة القدم.نت (الإنجليزية)

- السيرة الدولية على موقع Voetbal (بالهولندية)